# Malik Beyleroğlu
Malik Beyleroğlu est un boxeur turc né le 21 janvier 1970.

## Carrière
Aux Jeux olympiques d'été de 1996, il combat dans la catégorie des poids moyens et remporte la médaille d'argent, battu en finale par Ariel Hernández.